# Польське фізіологічне товариство
Польське фізіологічне товариство (пол. Polskie Towarzystwo Fizjologiczne) — польське наукове товариство, засноване в 1936 році.

## Опис діяльності
Відповідно до Статуту, метою створення та діяльності даного Товариства є:
- поглиблення фізіологічних знань, поширення їх досягнень в суспільстві;
- об'єднання фахівців, які працюють в області фізіологічних наук;
- підтримка досліджень та активне провадження наукової роботи в цій області[2].

### Склад
До складу Товариства входять 11 територіальних філій.

### Види роботи
Товариством регулярно проводяться з'їзди за участю польських та іноземних фізіологів. Зокрема, на 2021 рік у Гданську заплановано проведення чергового, XXVIII-го Конгресу Польського фізіологічного товариства.

### Міжнародна співпраця
Товариство є членом «Федерації європейських фізіологічних товариств» (англ. The Federation of European Physiological Societies (FEPS)).

### Нагороди
За видатні заслуги в області фізіологічних наук Головна рада Товариства проводить нагородження «Почесною медаллю імені Наполеона Цибульського». Першим нагородженим цією відзнакою Товариства був доктор наук Адольф Бек — професор фізіології Університету Яна Казимира.

### Сьогодення
Головою Товариства є доктор наук, професор Томаш Бжозовський.
Актуальна інформація про діяльність Товариства публікується на сайті www.ptf.krakow.pl.